# Dinemagonum
Dinemagonum es un género de plantas con flores con cuatro especies perteneciente a la familia Malpighiaceae. Es originario de Sudamérica.

## Taxonomía
El género fue descrito por Adrien-Henri de Jussieu  y publicado en Archives du Muséum d'Histoire Naturelle  3: 585, en el año 1844.  La especie tipo es Dinemagonum bridgesianum A.Juss.

## Especies
- Dinemagonum albicaule Phil.
- Dinemagonum bridgesianum A.Juss.
- Dinemagonum gayanum 	A. Juss.
- Dinemagonum maculigerum 	Phil.
- Dinemagonum ericoides    A. Juss.